# História da trigonometria
A história da trigonometria e das funções trigonométricas pode abranger em torno de 4000 anos.

## Etimologia
A palavra moderna seno é derivada do latim sinus, que significa "baía" ou "dobra", a partir de uma tradução errônea (via árabe) do sânscrito jiva, e sua variante jya. Ariabata usou o termo ardha-jiva ("meia-corda"), que foi abreviada para jiva e então transliterada pelos árabes como jiba (جب). Tradutores europeus como Robert de Chester e Gerardo de Cremona na cidade de Toledo do século XII confundiram jiba com jaib (جب), que significa "baía", provavelmente porque jiba (جب) e jaib (جب) são escritas da mesma forma na escrita arábica (esse sistema de escrita, em uma de suas formas, não fornece ao leitor informações completas sobre as vogais). As palavras "minuto" e "segundo" são derivadas das frases latinas partes minutae primae e partes minutae secundae.

## Desenvolvimento
A trigonometria não é obra de um só homem ou nação. A sua história tem milhares de anos e faz parte de todas as grandes civilizações. Deve ser notado que, desde os tempos de Hiparco até os tempos modernos, não havia tal coisa como "razão" trigonométrica. Ao invés disso, os gregos e depois os hindus e os muçulmanos usaram linhas trigonométricas. Essas linhas primeiro tomaram a forma de cordas e mais tarde meias cordas, ou senos. Essas cordas e linhas de senos então seriam associadas a valores numéricos, possivelmente aproximações e listados em tabelas trigonométricas.

### Trigonometria antiga
Os antigos egípcios e babilônicos conheciam teoremas sobre as razões dos lados de triângulos semelhantes por muitos anos. As sociedades pré-helênicas não possuíam o conceito de medida de um ângulo e, consequentemente, eram estudados os lados do triângulo, um campo de estudo que seria melhor chamado de "trilaterometria".
Com base na interpretação da tábua cuneiforme Plimpton 322 (cerca de 1900 a.C.), tem-se afirmado que os babilônicos antigos tinham uma tábua de secantes. No entanto, existe muito debate sobre se ela é uma tabela de trinas pitagóricas, soluções de equações quadráticas ou uma tábua trigonométrica.

### Matemática grega

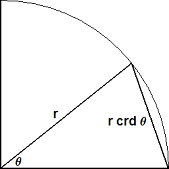
A corda de um ângulo subentende o arco do ângulo.

Os matemáticos helênicos fizeram uso da corda. Dados um círculo e um arco nesse círculo, a corda é a linha que subentende o arco. Uma bissetriz perpendicular da corda passa através do centro do círculo e bissecciona o ângulo. Uma metade da corda bisseccionada é o seno do ângulo bisseccionado, isto é, {\displaystyle {\mbox{crd}}\ \theta =2\sin {\frac {\theta }{2}}}, e consequentemente a função seno é também conhecida como "meia corda". Devido a essa relação, muitas das identidades trigonométricas e teoremas conhecidos hoje também o eram aos matemáticos helênicoss, mas na sua forma equivalente de corda.
Apesar de que não há nenhuma trigonometria nos trabalhos de Euclides e de Arquimedes, estritamente falando, existem teoremas apresentados de uma forma geométrica que são equivalentes a fórmulas ou leis trigonométricas específicas. Por exemplo, as proposições 12 e 13 dos Elementos são a lei dos cossenos para ângulos agudos e obtusos, respectivamente. Teoremas a respeito do comprimento das cordas são aplicações da lei dos senos. E o teorema de Arquimedes sobre cordas rompidas é equivalente às fórmulas para o seno de somas e diferenças de ângulos. Para compensar a falta de uma tabela de cordas, os matemáticos da época de Aristarco de Samos às vezes usavam um conhecido teorema de que, na notação moderna, sin α/ sin β <α/β < tan α/ tan β sempre que 0° < β < α < 90°, dentre outros.
A primeira tabela trigonométrica foi aparentemente compilada por Hiparco de Niceia (180–125 a.C.), que é agora conhecido como o "pai da trigonometria." Hiparco foi o primeiro a registrar os valores correspondentes de arco e corda para uma série de ângulos.

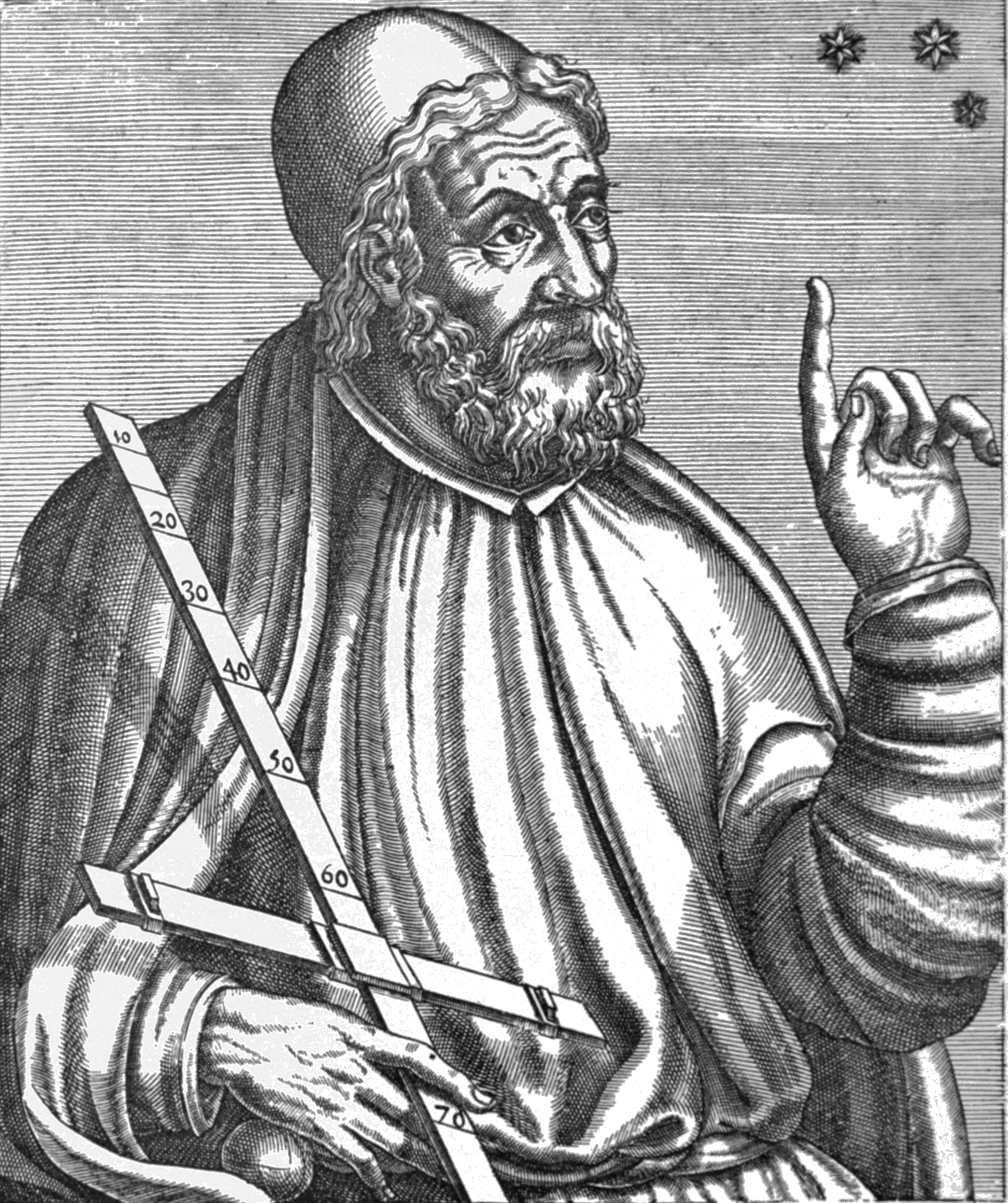
Uma representação medieval de Cláudio Ptolomeu

Apesar de não se saber quando o uso sistemático do círculo de 360° passou a fazer parte da matemática, é sabido que sua introdução se deu um pouco depois de Aristarco de Samos ter escrito  Sobre os Tamanhos e Distâncias do Sol e da Lua (ca. 260 a.C.), uma vez que ele mede o ângulo em termos da fração de um quadrante. Parece que o uso sistemático do círculo de 360° é em boa medida devido a Hiparco e sua tabela de cordas. Hiparco pode ter tirado a ideia dessa divisão de Hípsicles, que tinha anteriormente dividido o dia em 360 partes, uma divisão do dia que deve ter sido sugerida pela astronomia babilônica. Na astronomia antiga, o zodíaco havia sido dividido em doze "signos" ou 36 "decanos". Um ciclo sazonal de aproximadamente 360 dias pode ter correspondido aos signos e decanos do zodíaco, dividindo cada signo em trinta partes e cada decano em dez partes. É devido ao sistema numérico sexagesimal babilónio que cada grau é dividido em 60 minutos e cada minuto em 60 segundos.
Menelau de Alexandria (ca. 100 a.C.) escreveu em três livros chamados Sphaerica. No Livro I, ele estabelece uma base para triângulos esféricos análogos à base de Euclides para os triângulos planos. Ele estabeleceu um teorema sem análogo em Euclides, que dois triângulos esféricos são congruentes se os ângulos correnpondentes são iguais; no entanto, ele não estabeleceu uma distinção entre triângulos esféricos simétricos e congruentes. Outro teorema estabelecido por ele é que a soma dos ângulos de um triângulo esférico é maior do que 180°. O Livro II de Sphaerica aplica a geometria esférica à astronomia e o Livro III contém o "teorema de Menelau". Ele ainda deu a sua famosa "regra das seis quantidades".
Mais tarde, Cláudio Ptolomeu (ca. 90 - ca. 168) expandiu as Cordas em um Círculo de Hiparco no seu Almagesto, ou a Sintaxe Matemática. Os treze livros do Almagesto são os mais influentes e significativos trabalhos sobre trigonometria de toda a antiguidade. Um teorema central para o cálculo das cordas de Ptolomeu é conhecido ainda hoje como teorema de Ptolomeu e diz que a soma dos produtos dos lados opostos de um quadrilátero cíclico é igual ao produto das diagonais. Um caso especial do teorema de Ptolomeu apareceu como a proposição 93 na obra Data, de Euclides. O teorema de Ptolomeu leva ao equivalente das quatro fórmulas de soma e diferença para senos e cossenos, conhecidas como fórmulas de Ptolomeu, apesar de que Ptolomeu na verdade usava cordas em vez de seno e cosseno. Ptolomeu ainda derivou o equivalente à fórmula da metade de um ângulo {\displaystyle \sin ^{2}({x/2})={\frac {1-\cos(x)}{2}}}. Ele usou esses resultados para criar suas tabelas trigonométricas, mas não é possível ser determinado se elas foram derivadas do trabalho de Hiparco.
Nem as tabelas de Hiparco nem as de Ptolomeu sobreviveram aos nossos dias, mas descrições delas feitas por outros autores antigos deixam pouca dúvida da sua existência.

### Matemática hindu

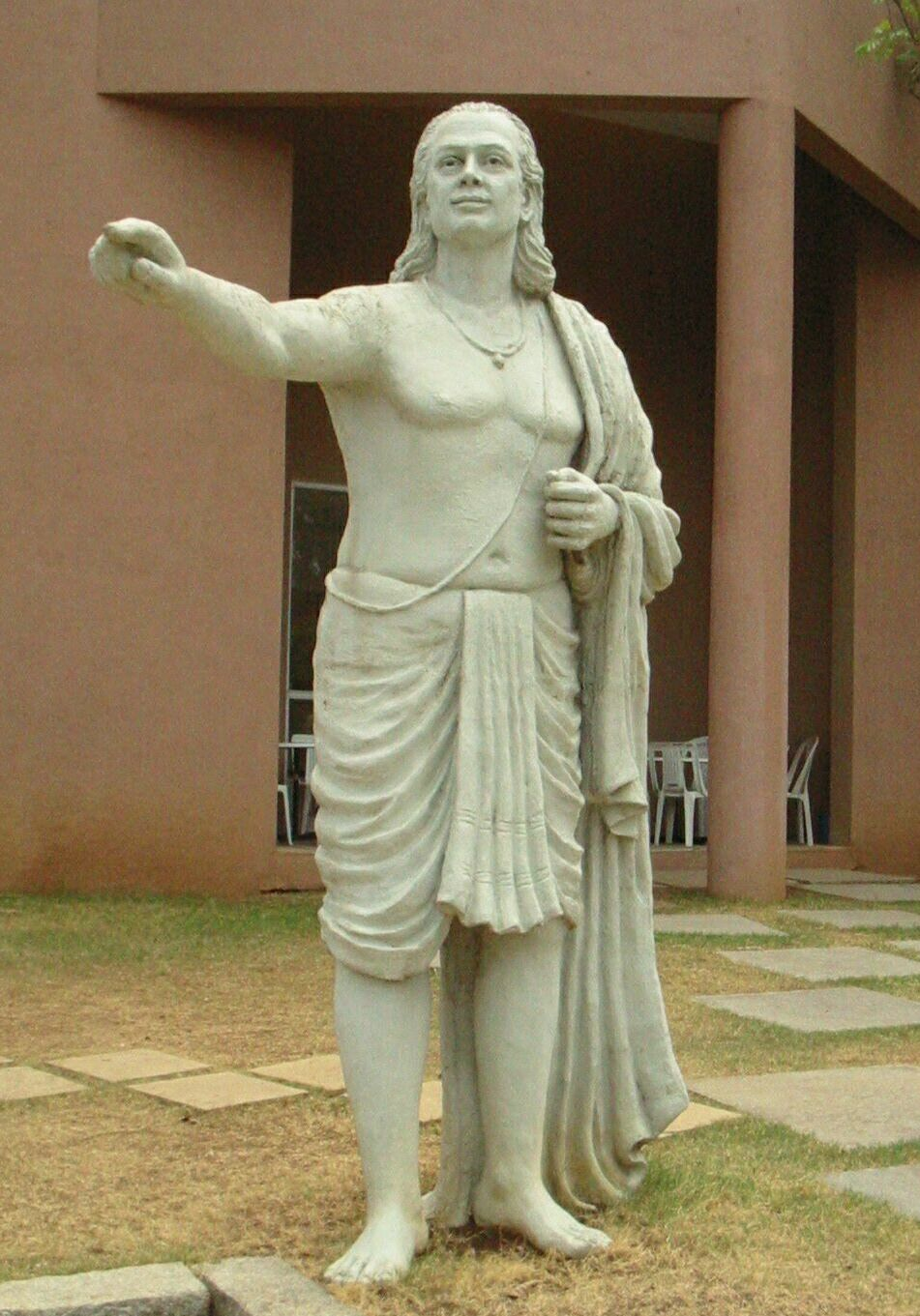
Estátua de Ariabata

O próximo desenvolvimento da trigonometria foi realizado na Índia. O matemático-astrônomo Ariabata (476–550), na sua obra Ariabata-Sidanta, primeiro definiu o seno como a relação moderna entre a metade de um ângulo e a metade de uma corda e então definiu o cosseno, verseno e o seno inverso. Seus trabalhos também contém as tabelas de valores de seno e verseno (1 − cosseno) mais antigas que sobreviveram até nós, em intervalos de 3.75° de 0° até 90°, com uma precisão de 4 casas decimais. Ele usou as palavras jya para seno, kojya para cosseno, ukramajya para verseno e otkram jya para seno inverso. As palavras jya e kojya eventualmente se transformaram em seno e cosseno, respectivamente, depois de traduções equivocadas.
Outros matemáticos hindus expandiram os trabalhos de Ariabata sobre trigonometria. No século VI, Varahamihira usou as fórmulas:
{\displaystyle \ \sin ^{2}(x)+\cos ^{2}(x)=1}

{\displaystyle \sin(x)=\cos \left({\frac {\pi }{2}}-x\right)}

{\displaystyle {\frac {1-\cos(2x)}{2}}=\sin ^{2}(x)}
No século VII, Bhaskara I produziu uma fórmula para calcular o seno de um ângulo agudo sem o uso de tabelas. Ele também forneceu uma fórmula de aproximação para sin(x) com uma margem de erro relativa de menos de 1.9%:
{\displaystyle \sin x\approx {\frac {16x(\pi -x)}{5\pi ^{2}-4x(\pi -x)}},\qquad (0\leq x\leq {\frac {\pi }{2}})}
Mais tarde no século VII, Brahmagupta desenvolveu a fórmula {\displaystyle \ 1-\sin ^{2}(x)=\cos ^{2}(x)=\sin ^{2}\left({\frac {\pi }{2}}-x\right)} assim como a fórmula de interpolação de Brahmagupta para computar valores de seno.

### Matemática islâmica

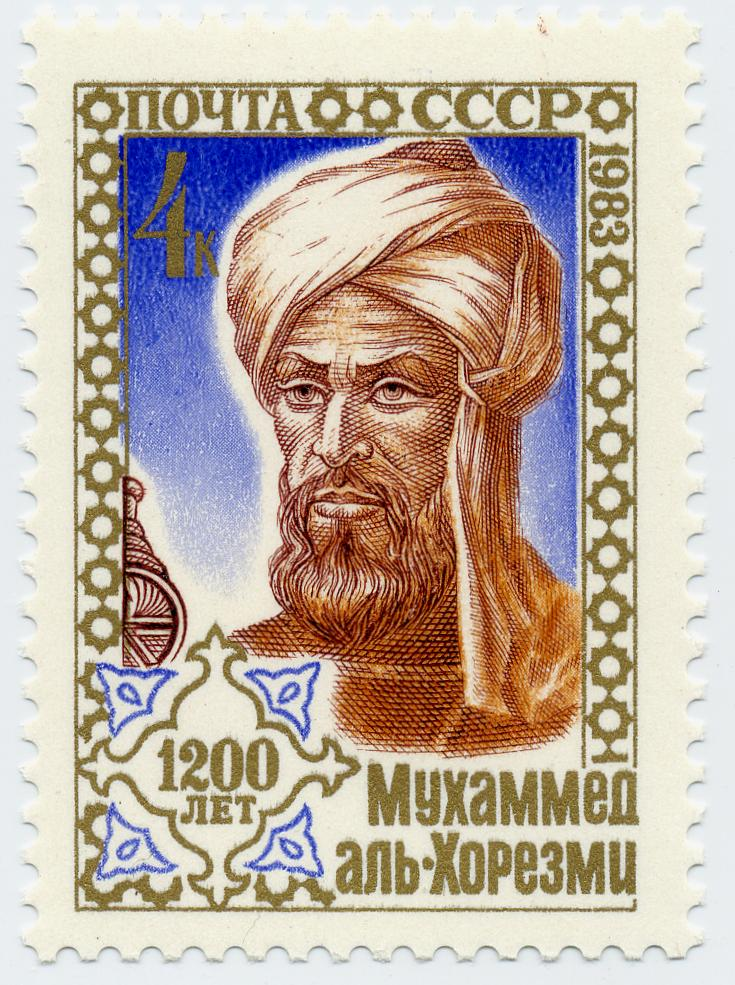
al-Khawarizmi representado num selo comemorativo soviético

Os trabalhos dos matemáticos hindus foram mais tarde traduzidos e expandidos no mundo islâmico por matemáticos árabes e persas. No século IX, al-Khwārizmī produziu tabelas precisas de senos e cossenos  e a primeira tabela de tangentes. Ele também foi um pioneiro na trigonometria esférica.
Pelo século X, na obra de Abū al-Wafā' al-Būzjānī, matemáticos islâmicos estavam usando todas as seis funções trigonométricas, depois de descobrir as funções secante, cotangente e cossecante.  Abu al-Wafa tinha tabelas em intervalos de 0.25°, com precisão de 8 casas decimais e tabelas bastante precisas de valores de tangentes. Ele também desenvolveu a seguinte fórmula trigonométrica:
{\displaystyle \ \sin(2x)=2\sin(x)\cos(x)}
Também no século X, Al-Battani foi responsável por estabelecer um número importante de relações trigonométricas, como:
{\displaystyle \tan a={\frac {\sin a}{\cos a}}}
{\displaystyle \sec a={\sqrt {1+\tan ^{2}a}}}
Al-Jayyani (989–1079) de al-Andalus escreveu um tratado sobre trigonometria esférica chamado O livros dos arcos desconhecidos de uma esfera, que "contém fórmulas para triângulos retângulos especiais, a lei dos senos geral e a solução  de um triângulo esférico zatravés de um triângulo polar." Mais tarde esse tratado exerceu uma "forte influência sobre a matemática europeia", e sua "definição de razões como números" e "método para resolver um triângulo esférico quando todos os lados são conhecidos" provavelmente influenciaram Regiomontanus.
No século XI, Omar Khayyām (1048–1131) resolveu equações cúbicas usando soluções numéricas aproximadas encontradas por interpolações em tabelas trigonométricas.
Outros autores de assuntos trigonométricos incluem Bhaskara II e Nasir al-Din al-Tusi no século XIII. Nasir al-Din al-Tusi enunciou a lei dos senos fornecendo uma prova e também listou seis casos distintos para triângulos retângulos na trigonometria esférica.
No século XIV, Ghiyath al-Kashi forneceu tabelas trigonométricas de valores para a função seno para quatro dígitos sexagesimais (o equivalente a 8 casas decimais) para cada  1° de argumento com diferenças adicionáveis para cada 1/60 de 1°. Ulugh Beg (século XIV) também forneceu tabelas precisas de senos e tangentes com precisão de 8 casas decimais.
O método da triangulação foi primeiramente desenvolvido por matemáticos muçulmanos que o deram aplicações práticas como na cartografia.

### China

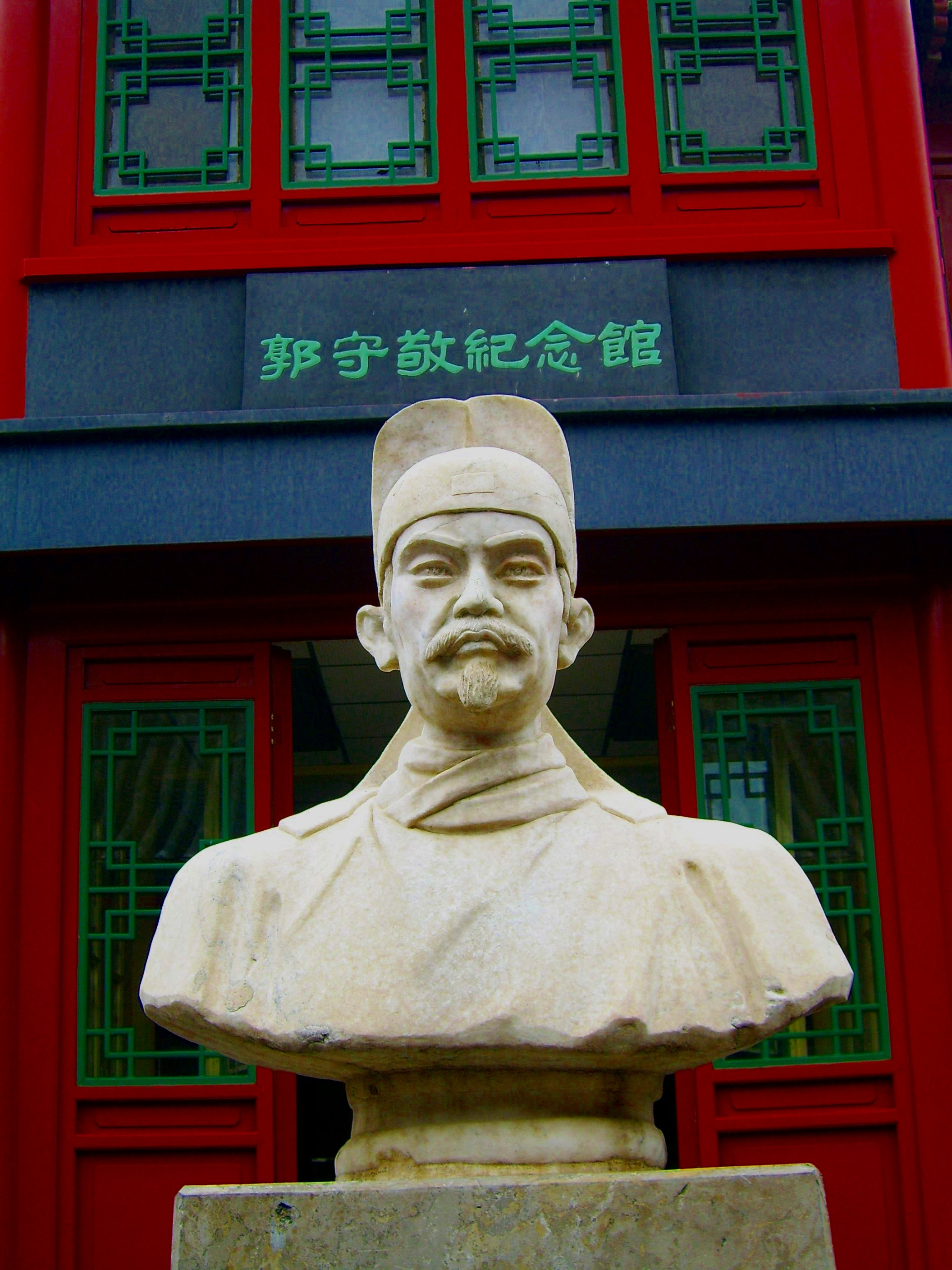
Guo Shoujing

Na China, a tábua de senos de Ariabata foi traduzida para o chinês no livro de matemática de Kaiyuan Zhanjing, compilado em 718 durante a Dinastia Tang. Apesar de os chineses terem realizado grandes avanços em outros campos da matemática como a geometria sólida, teorema binomial, e complexas fórmulas algébricas, as formas antigas de trigonometria não eram tão apreciadas como na Grécia antiga ou depois na Índia ou no mundo Islâmico. Ao invés delas, os chineses usavam um substituto empírico conhecido como chong cha, apesar de que o uso prático da trigonometria plana usando o seno, a tangente e a secante já fosse conhecido. Apesar de tudo isso, esse estado embriônico da trigonometria na China começou a mudar lentamente durante a Dinastia Song (960–1279), em que matemáticos chineses começaram a expressar maior ênfase na necessidade da trigonometria esférica nos cálculos astronômicos e para os calendários. O polímata, cientista, matemático e oficial chinês Shen Kuo (1031–1095) usou funções trigonométricas para resolver problemas matemáticos de cordas e arcos. Victor J. Katz escreve que, na fórmula de Shen, "técnica de intersecção de círculos", ele criou uma aproximação do arco de um círculo s dado o diâmetro d, sagita v, e comprimento de corda c subentendendo o arco, cujo comprimento ele aproximou como sendo s = c + 2v²/d. Sal Restivo escreve que o trabalho de Shen sobre os comprimentos de arcos de círculo forneceu a base para a trigonometria esférica desenvolvida no século XIII pelo matemático e astrônomo Guo Shoujing (1231–1316). De acordo com os historiadores L. Gauchet e Joseph Needham, Guo Shoujing usou a trigonometria esférica nos seus cálculos para melhorar o sistema de calendário e a astronomia chinesa. Junto de uma ilustração do século XVII das provas matemáticas de Guo, Needham diz:

Guo usou uma pirâmide quadrangular esférica, cujo quadrilátero de base consistia em um arco equatorial e outro elíptico, juntos com dois arcos meridianos,um dos quais passava pelo ponto do solstício de verão… Através desses métodos ele foi capaz de obter os du lü (graus de equador correspondentes aos graus da eclíptica), os ji cha (valores das cordas para dados arcos elípticos) e os cha lü (diferença entre cordas de arcos com diferença de 1 grau).

Apesar das descobertas de Shen e Guo na trigonometria, outro trabalho substancial sobre o tema não seria publicado até 1607, com a dupla publicação de Os Elementos de Euclides pelo oficial e astrônomo chinês Xu Guangqi (1562–1633) e pelo jesuíta italiano Matteo Ricci (1552–1610).

### Europa renascentista

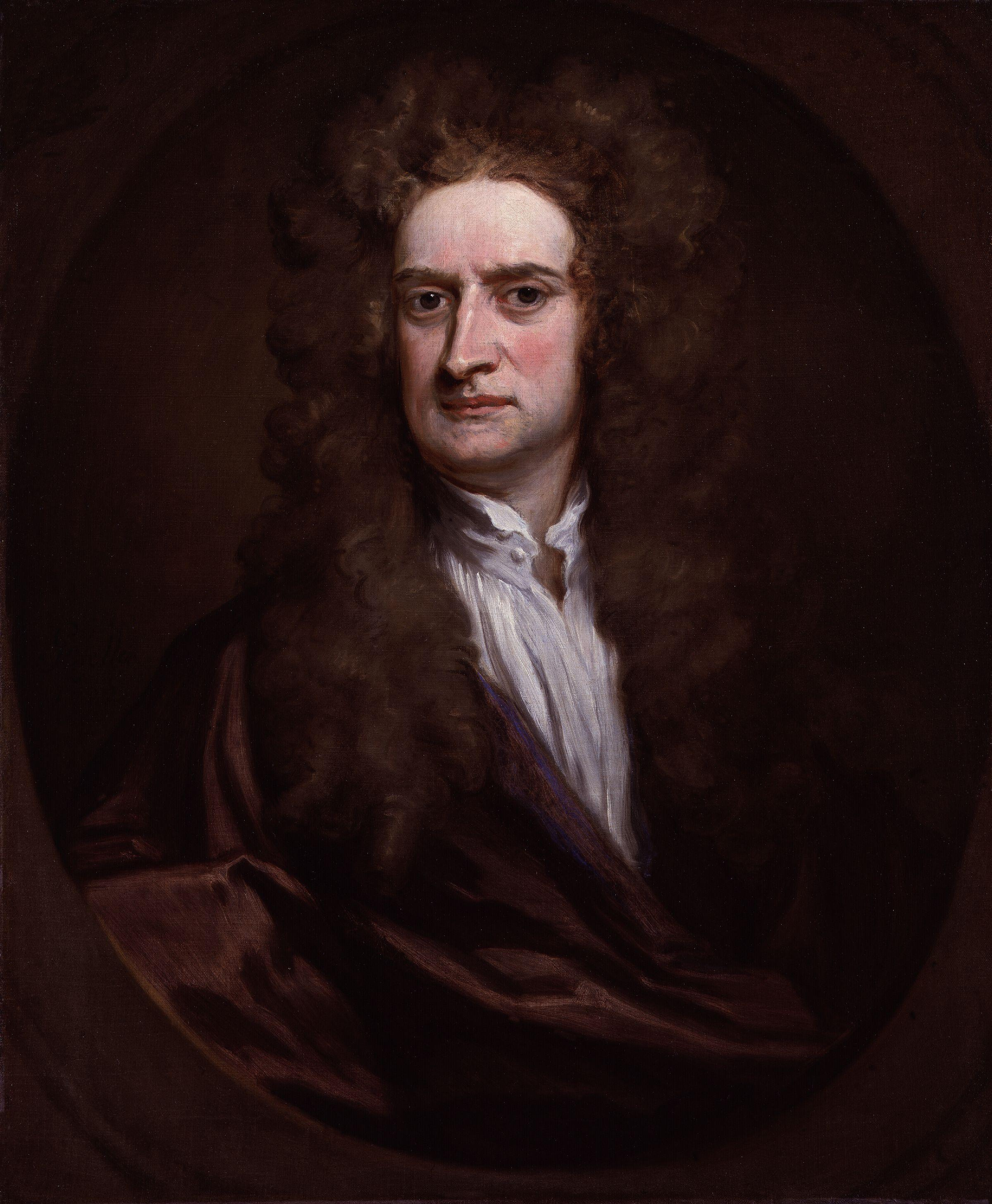
Isaac Newton em um retrato de Godfrey Kneller de 1702.

Regiomontanus foi talvez o primeiro matemático na Europa a tratar a trigonometria como uma disciplina matemática distinta, no seu De triangulis omnimodus escrito em 1464, assim como no posterior Tabulae directionum, que incluía a função tangente, mas sem nome.
A Opus palatinum de triangulis de Georg Joachim Rheticus, um aluno de Nicolau Copérnico, foi provavelmente o primeiro a definir as funções trigonométricas diretamente em termos de triângulos retângulos ao invés de círculos, com tabelas para todas as seis funções trigonométricas. Esse trabalho foi terminado pelo aluno de Rheticus, Valentin Otho, em 1596.
No século XVII, Isaac Newton e James Stirling desenvolveram a fórmula de interpolação geral Newton-Stirling para funções trigonométricas.

### Análise trigonométrica
Madhava de Sangamagrama (c. 1400) deu contribuições à análise das funções trigonométricas e das suas expansões em séries infinitas. Ele desenvolveu os conceitos de série de potências e de série de Taylor, e produziu as expansões em séries trigonométricas do seno, cosseno, tangente e arcotangente. Usando as aproximações de Taylor de seno e cosseno ele produziu uma tabela de senos com 12 casas decimais de precisão e uma tabela de cossenos com 9 casas decimais de precisão. Ele também forneceu séries de potência para π e θ, raio, diâmetro e circunferência de um círculo em termos de funções trigonométricas. Seu trabalho foi expandido pelos seus seguidores na Escola de Kerala até o século XVI.
A Introductio in analysin infinitorum (1748) de Leonhard Euler foi o principal responsável por estabelecer o tratamento analítico dado às funções trigonométricas na Europa, definindo-as como séries infinitas e apresentando a "Fórmula de Euler" eix = cos(x) + i sin(x). Euler usou as quase-modernas abreviações sen., cos., tan., cot., sec. e cosec.
Brook Taylor definiu a série geral de Taylor e deu as expansões e aproximações para todas as seis funções trigonométricas. Os trabalhos de James Gregory e Colin Maclaurin também foram muito influentes no desenvolvimento das séries trigonométricas.

## Citações e notas de rodapé
1. 1 2  O'Connor (1996).
2. 1 2 3 4  Boyer (1991). «Greek Trigonometry and Mensuration». [S.l.: s.n.] pp. 166–167. It should be recalled that form the days of Hipparchus until modern times there were no such things as trigonometric ratios. The Greeks, and after them the Hindus and the Arabs, used trigonometric lines. These at first took the form, as we have seen, of chords in a circle, and it became incumbent upon Ptolemy to associate numerical values (or approximations) with the chords. […] It is not unlikely that the 260-degree measure was carried over from astronomy, where the zodiac had been divided into twelve "signs" or 36 "decans." A cycle of the seaons of roughly 360 days could readily be made to correspond to the system of zodiacal signs and decans by subdividing each sign into thirty parts and each decan into ten parts. Our common system of angle measure may stem from this correspondence. Moreover since the Babylonian position system for fractions was so obviously superior to the Egyptians unit fractions and the Greek common fractions, it was natural for Ptolemy to subdivide his degrees into sixty partes minutae primae, each of these latter into sixty partes minutae secundae, and so on. It is from the Latin phrases that translators used in this connection that our words "minute" and "second" have been derived. It undoubtedly was the sexagesimal system that led Ptolemy to subdivide the diameter of his trigonometric circle into 120 parts; each of these he further subdivided into sixty minutes and each minute of length sixty seconds. Em falta ou vazio |título= (ajuda)
3. 1 2 3  Boyer (1991). «Greek Trigonometry and Mensuration». [S.l.: s.n.] pp. 158–159. Trigonometry, like other branches of mathematics, was not the work of any one man, or nation. Theorems on ratios of the sides of similar triangles had been known to, and used by, the ancient Egyptians and Babylonians. In view of the pre-Hellenic lack of the concept of angle measure, such a study might better be called "trilaterometry," or the measure of three sided polygons (trilaterals), than "trigonometry," the measure of parts of a triangle. With the Greeks we first find a systematic study of relationships between angles (or arcs) in a circle and the lengths of chords subtending these. Properties of chords, as measures of central and inscribed angles in circles, were familiar to the Greeks of Hippocrates' day, and it is likely that Eudoxus had used ratios and angle measures in determining the size of the earth and the relative distances of the sun and the moon. In the works of Euclid there is no trigonometry in the strict sense of the word, but there are theorems equivalent to specific trigonometric laws or formulas. Propositions II.12 and 13 of the Elements, for example, are the laws of cosines for obtuse and acute angles respectively, stated in geometric rather than trigonometric language and proved by a method similar to that used by Euclid in connection with the Pythagorean theorem. Theorems on the lengths of chords are essentially applications of the modern law of sines. We have seen that Archimedes' theorem on the broken chord can readily be translated into trigonometric language analogous to formulas for sines of sums and differences of angles. Em falta ou vazio |título= (ajuda)
4. ↑  Joseph, pp. 383–4.
5. 1 2 3 4 5  Boyer (1991). «Greek Trigonometry and Mensuration». [S.l.: s.n.] 163 páginas. In Book I of this treatise Menelaus establishes a basis for spherical triangles analogous to that of Euclid I for plane triangles. Included is a theorem without Euclidean analogue - that two spherical triangles are congruent if corresponding angles are equal (Menelaus did not distinguish between congruent and symmetric spherical triangles); and the theorem A + B + C > 180° is established. The second book of the Sphaerica describes the application of spherical geometry to astronomical phenomena and is of little mathematical interest. Book III, the last, contains the well known "theorem of Menelaus" as part of what is essentially spherical trigonometry in the typical Greek form - a geometry or trigonometry of chords in a circle. In the circle in Fig. 10.4 we should write that chord AB is twice the sine of half the central angle AOB (multiplied by the radius of the circle). Menelaus and his Greek successors instead referred to AB simply as the chord corresponding to the arc AB. If BOB' is a diameter of the circle, then chord A' is twice the cosine of half the angle AOB (multiplied by the radius of the circle). Em falta ou vazio |título= (ajuda)
6. 1 2  Boyer (1991). «Greek Trigonometry and Mensuration». [S.l.: s.n.] 159 páginas. Instead we have an Aristarchan treatise, perhaps composed earlier (ca. 260 B.C.), On the Sizes and Distances of the Sun and Moon, which assumes a geocentric universe. In this work Aristarchus made the observation that when the moon is just half-full, the angle between the lines of sight to the sun and the moon is less than a right angle by one thirtieth of a quadrant. (The systematic introduction of the 360° circle came a little later. In trigonometric language of today this would mean that the ratio of the distance of the moon to that of the sun (the ration ME to SE in Fig. 10.1) is sin 3°. Trigonometric tables not having being developed yet, Aristarchus fell back upon a well-known geometric theorem of the time which now would be expressed in the inequalities sin α/ sin β <α/β < tan α/ tan β, where 0° < β < α < 90°.) Em falta ou vazio |título= (ajuda)
7. 1 2  Boyer (1991). «Greek Trigonometry and Mensuration». [S.l.: s.n.] 162 páginas. For some two and a half centuries, from Hippocrates to Eratosthenes, Greek mathematicians had studied relationships between lines and circles and had applied these in a variety of astronomical problems, but no systematic trigonometry had resulted. Then, presumably during the second half of the second century B.C., the first trigonometric table apparently was compiled by the astronomer Hipparchus of Nicaea (ca. 180-ca. 125 B.C.), who thus earned the right to be known as "the father of trigonometry." Aristarchus had known that in a given circle the ratio of arc to chord decreases from 180° to 0°, tending toward a limit of 1. However, it appears that not until Hipparchus undertook the task had anyone tabulated corresponding values of arc and chord for a whole series of angles. Em falta ou vazio |título= (ajuda)
8. ↑  Boyer (1991). «Greek Trigonometry and Mensuration». [S.l.: s.n.] 162 páginas. It is not known just when the systematic use of the 360° circle came into mathematics, but it seems to be due largely to Hipparchus in connection with his table of chords. It is possible that he took over from Hypsicles, who earlier had divided the day into parts, a subdivision that may have been suggested by Babylonian astronomy. Em falta ou vazio |título= (ajuda)
9. ↑  Needham, Volume 3, 108.
10. 1 2  Boyer (1991). «Greek Trigonometry and Mensuration». [S.l.: s.n.] pp. 164–166. O teorema de Menelau desempenhou um papel fundamental na trigonometria esférica e na astronomia, mas apesar disso, o trabalho trigonométrico de longe o mais influente de toda a antiguidade foi elaborado por Ptolomeu de Alexandria aproximadamente meio século depois de Menelau. […] A respeito da vida do autor temos tão pouca informação quanto sobre a vida do autor dos Elementos. Não sabemos onde nem quando nasceram. Sabemos que Ptolomeu fez observações em Alexandria de 127 a 151. e, portanto, assumimos que ele tenha nascido no começo do século I. Suidas, um escritor que viveu no século X, relatou que Ptolomeu era vivo no reinado do imperador romano Marco Aurélio (r. 161–180).
Presume-se que o Almagesto de Ptolomeu deva muito de seu método às Cordas em um Círculo de Hiparco, mas exatamente quanto é difícil saber. Está claro que na astronomia Ptolomeu fez uso do catálogo de posições estelares de Hiparco, mas se as tabelas trigonométricas de Ptolomeu foram ou não derivadas em grande parte de seu eminente antecessor não pode ser determinado. […] Central para os cálculos das cordas de Ptolomeu foi uma proposição geométrica ainda conhecida como o teorema de Ptolomeu: […] isto é, a soma do produto dos lados opostos de um quadrilátero cíclico é igual ao produto de suas diagonais. […] Um caso especial do teorema de Ptolomeu apareceu na obra Data de Euclides (Proposição 93): […] O teorema de Ptolomeu, portanto, leva ao resultado sin(α - β) = sin α cos β - cos α sin Β. Um raciocínio similar nos leva à fórmula […] Essas quatro fórmulas de soma e diferença consequentemente são frequentemente conhecidas hoje como fórmulas de Ptolomeu.
 Foi a fórmula o seno da diferença de dois ângulos - ou, mais precisamente, a corda da diferença - que Ptolomeu percebeu ser extremamente útil para construir sua tabela. Outra fórmula que em muito o ajudou foi uma equivalente da nossa fórmula para o seno da metade de um ângulo. Em falta ou vazio |título= (ajuda)
11. ↑  Boyer, pp. 158–168.
12. ↑  O'Connor, John J.; Robertson, Edmund F., «Abu Abd Allah Muhammad ibn Muadh Al-Jayyani», MacTutor History of Mathematics archive (em inglês), Universidade de St. Andrews
13. ↑  Donald Routledge Hill (1996), "Engineering", in Roshdi Rashed, Encyclopedia of the History of Arabic Science, Vol. 3, p. 751-795 [769].
14. 1 2 3 4 5  Needham, Volume 3, 109.
15. ↑  Needham, Volume 3, 108-109.
16. ↑  Katz, 308.
17. ↑  Restivo, 32.
18. ↑  Gauchet, 151.
19. ↑  Needham, Volume 3, 109-110.
20. ↑  Needham, Volume 3, 110.
21. ↑  Boyer, p. 274
22. ↑  O'Connor and Robertson (2000).
23. ↑  Pearce (2002).